# Milan Richter (spisovatel)
Milan Richter (* 25. července 1948, Bratislava, Československo) je slovenský básník, dramatik, překladatel, publicista, diplomat a knižní vydavatel ve vydavatelství MilaniuM.

## Životopis

### Jak šel život
- Pochází z rodiny poznamenané holokaustem za 2. světové války
- Dětství přežil ve vesničce Unín v oblasti slovenského Záhoří
- 1963–1967 studoval na střední ekonomické škole v Bratislavě, obor zahraniční obchod
- 1967–1972 studia na Filosofické fakultě Univerzity Komenského v Bratislavě, absolvoval studium germanistiky a anglistiky a část studia nordistiky
- 1985 získal titul PhDr.
- 1972–1975 pracoval jako jazykový redaktor ve vydavatelství Slovenský spisovatel
- 1975–1981 odborný redaktor v redakci beletrie Nakladatelství Pravda
- dalších jedenáct let se věnoval literatuře (hlavně překládání) profesionálně
- přičemž od léta 1988 do léta 1989 pracoval na poloviční úvazek v nově založeném časopisu pro mladou literaturu Dotyky.
- na jaře 1990 strávil několik měsíců jako Fulbright Research Scholar v USA na Kalifornské univerzitě v Los Angeles (UCLA).
- na podzim 1992 nastoupil na Federální ministerstvo zahraničních věcí v Praze a koncem prosince odcestoval do Osla, kde se od 1. ledna 1993 stal chargé d’affaires a.i. Slovenské republiky v Norsku, akreditovaný i pro Island. V době jeho působení v diplomatických službách se uskutečnila první státní návštěva severské hlavy státu (prezidentky Islandu) na Slovensku v květnu 1994
- od podzimu 1995 pracoval v Národním literárním centru (NLC) v Bratislavě, ve kterém založil sekci SLOLIA, šířící slovenskou literaturu v zahraničí, a časopis Slovak Literary Review/Revue der slowakischen Literatur, kterého byl šéfredaktorem až do odchodu z Literárního centra
- koncem roku 2000 založil vydavatelství MilaniuM (www.milanium.sk)
- od konce roku 2002 se věnuje výlučně vydávání knih ve svém vydavatelství

### a dílo
- 1977–1986 neoficiální zákaz publikování vlastních knih
- do roku 1987 se nesměl stát členem Svazu slovenských spisovatelů
- 1989–1992 člen Slovenského centra PEN, ze kterého na protest proti jeho nečinnosti vystoupil
- 1996 člen Klubu nezávislých spisovatelů
- 1997 člen rakouské spisovatelské organizace Grazer Autorenversammlung
- 1999–2010 člen Poradního výboru pro válečné umění (War Artists' Advisory Committee WAAC) a později 1. viceprezidentem WAAC
- 1999–2003 byl předsedou Slovenské společnosti překladatelů umělecké literatury
- 2000–2002 místopředsedou Slovenského centra PEN
- 2002–2005 členem Rady FIT (Fédération Internationale des Traducteurs)
- 2004–2005 byl členem poroty IMPAC International Dublin Literary Award
- 2005 se stal členem Akademie Björnstjerna Björnsona v norské Moldě
- 2007–2011 stálý člen Evropské akademie poezie až do jejího zániku
- 2011 se stal členem Goethovy společnosti vo Výmaře (přednášky o překládání Fausta a Duinských elegií ve Výmaře a Ulmě, o F. Kafkovi v Rosenheimě)
- 2013 říjen – listopad 2016 – předseda Klubu nezávislých spisovatelů
- 2017 leden – zvolen předsedou Slovenského centra PEN
- 2018 – člen nově založené Evropské akademie poezie se sídlem v Londýně

## Organizátorská činnost
- z pověření WAAC zorganizoval 18. světový kongres básníků v Bratislavě (1998)
- od roku 2000 do 2011 organizoval Medzinárodný literárny festival Jána Smreka
- v létech 2007–2009 a 2014 organizoval z pověření Klubu nezávislých spisovatelů festival Kafkovy Matliare (St. Smokovec, T. Lomnice, Poprad, Kežmarok, Levoča, L. Mikuláš, Bratislava, Praha, Vídeň)
- od roku 1990 se zúčastnil desítek festivalů, konferencí, seminářů, prezentaci svých knih a autorských čtení ve světě.
- od roku 2018 opět organizuje Festival Jána Smreka, tentokrát pro Slovenské centrum PEN

## Tvorba
- první povídku publikoval v Mladé tvorbě na jaře 1969
- první básně publikoval v moravském časopisu Host do domu, redigovaném J. Skácelem v létě 1969 a ve Slovenských pohledech na podzim 1969
- první překlady byly uveřejněny v Revue světové literatury na podzim roku 1971 (miniantologie švédské poezie)
- jeho básně uveřejnil v zahraničí poprvé mnichovský časopis Akzente v únoru 1990, knižně vyšly v zahraničí poprvé v antologii Stemmer, 18 slovakiske digtere (kodaňské vydavatelství Brondum) na jaře 1990
- odtehdy byly jeho básně (a eseje, resp. projevy, rozhovory apod.) uveřejněny ve více než 50 denících, časopisech a antologiích ve světě, hlavně v USA, Rakousku a Německu, ale i ve Velké Británii, v Polsku, Maďarsku, ve všech severských státech s výjimkou Finska, v Mexiku, Španělsku, Portugalsku, Bulharsku, Rumunsku, Rusku, Číně, na Tchaj-wanu, v Bělorusku, Mongolsku, Japonsku, Indii a jinde.

### Poezie
- Večerné zrkadlá (1973)
- Korbáče (1975)
- Peľ (1976)

Nedobrovolné odmlčení – neoficiální zákaz publikování
- Bezpečné miesto (1987)
- Korene vo vzduchu (1992)
- Spoza zamatových opôn (1997)
- Anjel s čiernym perím (2000)
- Vo mne zbúraný chrám (2002)
- Tajomstvá dokorán (2008) – vybrané básně s novou minisbírkou "Poďte, vyrážame!"
- Storočie, kruté stoočie (Príbehy zo súkromných dejín 20. storočia), 2019
- Knižní výbory z jeho poezie vyšly v překladech do němčiny, bulharštiny, norštiny, hebrejčiny, arabčiny, češtiny (přel. Jana Štroblová), francouzštiny, španělštiny, čínštiny, makedonštiny a srbštiny.

### Drama
- Z Kafkovho Pekloraja (2006) – hra byla uvedena v rámci "Kafkova divadelního týdne" v Divadle J. Palárika vTrnavě (únor 2007, scénické čtení); druhé dějství, které se odehrává v Tatranských Matliarech, bylo uvedeno v Tatranské Lomnici, v Liptovském Mikuláši v květnu 2007 a v Popradě v červnu 2008; hra byla přeložena do němčiny, angličtiny, španělštiny – publikována v madridském ADE-teatro (únor 2009), norštiny, srbštiny – publikovaná v časopise Naš trag, 2010, knižní vydání v B. Petrovci 2013 pod názvem "Kafka & Kafka", bulharštiny – publikovaná časopisecky, 2010, běloruštiny a turečtiny – knižní vydání v Ankaře 2014 pod názvem "Kafka ve Kafka". V slovenčině vyšla knižně spolu s hrou Kafkov druhý život v prosinci 2016.
- Kafkov druhý život (2007) – hra byla uvedena v rámci "Kafkova divadelního týdně" v Divadle J. Palárika v Trnavě (únor 2007, scénické čtení); odtehdy byla hra přeložena do angličtiny, němčiny, španělštiny – publikována v madridském ADE-Teatro (únor 2009) a srbštiny – publikovaná v časopise Naš trag, 2009, knižní vydání v B. Petrovci 2013 pod názvem "Kafka & Kafka" a turečtiny – knižní vydání v Ankaře 2014 pod názvem "Kafka ve Kafka"; ukázky z hry čteny v němčině v Slovenském institutě v Berlíně v červnu 2008, v angličtině v LiteraturHause v Kodani v únoru 2009, ve slovenštině v Torontském slovenském divadle v únoru 2011 a v Praze na Světě knihy v květnu 2013
- Krátky nešťastný život Marilyn Monroe (2013) – divadelní hra, přeložena do angličtiny, turečtiny (vyšla v Istanbule v r. 2015), do rumunštiny (vyšla v r. 2016) a srbštiny (vyšla v r. 2018). V slovenčině vyšla v létě 2017.
- Kto zabil Marilyn Monroe? (2013) – rozhlasový thriller (Rádio Slovensko), vysíláno v lednu 2014
- Dobré činy zachraňujú svet (2018) – dokumentárně-edukační divadelná hra o Bjørnstjerne Bjørnsonovi. Premiéra v Bratislavě 5. února 2019.

## Překlady
Richter přeložil 62 knih a 14 divadelních her z němčiny, angličtiny, švédštiny, nórštiny, dánštiny, češtiny a (v jazykové spolupráci) ze španělštiny a čínštiny. Kromě toho přeložil básně, prózy a eseje dalších desítek autorů (např. A. Ginsberg, D. Levertovová, J. Updike, S. Heaney, P. Celan, F. Mayröckerová, A. Kolleritsch, W. Kirsten, P. Bichsel, A. Koltzová, Bo Carpelan, S. Dagerman, M. Larsenová, T. Viljálmsson, M. Johannesen, C. Pavese, Hsiang Ming), které publikoval ve slovenských denících, literárních týdennících, časopisech, sbornících, antologiích, také v rozhlase a televizi. Básně některých autorů (zejména německých a severských) přeložil také do češtiny a publikoval ve Světové literatuře (pod pseudonymem Norbert Vančata) a literární příloze Tvorby. Verše několik slovenských básníků (i některé vlastní básně) přeložil do němčiny a publikoval v časopisech Akzente a Lichtungen.

### Poezie
Emily Dickinsonová: Monológ s nesmrteľnosťou (1983), Artur Lundkvist: Nádhera sveta (1987), Pablo Neruda: Plavby a návraty (1988), Objaviteľovo oko (antologie 5 básníků SRN: E. Meister, G. Herburger, N. Born, R. D. Brinkmann, M. Krüger – 1988), Ernest Hemingway: 66 básní (1988), Ernesto Cardenal: Meditácia v lietadle DC-3 (1990), Erik Lindegren: Zimné obete (1991), Ernst Jandl: Žltý pes (1993), P. P. Wiplinger: Znamenia života (1994), Tomas Tranströmer: Básne pre živých a mŕtvych (1996), Knut Ødegård: Lososí skok (1996), Kjell Espmark: Prvý tieň v múre (1998), Gerhard Kofler: Dotyk spánku (1998), R. M. Rilke: Vysadený na vrchoch srdca (1999), Hlasy a mlčania babieho leta (antologie švédské poezie 20. století; 33 básníků – 1999), Östen Sjöstrand: Mor a veľké šťastie (2000), Pia Tafdrupová: Tiché výbuchy (2000), Maria Wineová: Ruka hnevu a lásky (2001), Tomas Tranströmer: Medzi allegrom a lamentom (zobrané básne – 2001), Tuvia Rübner: Pamäť popola (2002); R. M. Rilke: Elégie a rekviem (2003), Harry Martinson: Jazykmi mora a vetra (2004), Jana Štroblová: Hoď vetru košeľu (2005), R. M. Rilke: Pieseň o láske a smrti korneta Krištofa Rilkeho (2006), E. Södergranová: Prešla som peši cestami sĺnk (2007), Ch. Džibrán: Prorok a umenie pokoja (2008), Emily Dickinsonová: Učili sme sa celú lásku / We Learned the Whole of Love (2009), Knut Ødegård: Kvitne tak šialene, Volker Braun: Záhrada rozkoše (2012 – spolu s L. Šimonem), R. M. Rilke: Smrť milenky (2012), Pia Tafdrupová: Tarkovského kone (2014), Eva Strömová: Temná abeceda (2017), Otvorené brány v múre času (antológia súčasnej izraelskej poézie /v jaz.spolupráci se S. Singerovou/, 2019), Nádhera a bolesť (2020) – antológia básnických prekladov (22 svetových básnikov v preklade M. Richtera), Richard Pietrass: Odľahlá poloha
Do češtiny přeložil spolu s Vítem Janotou svůj výbor z poezie Tomase Tranströmera Přijde smrt a vezme ti míry (nakladatelství Dauphin 2015)

### Próza
Rex Stout: Zlaté pavúky (1972), M. Sjöwallová–P. Wahlöö: Smejúci sa policajt (1974), Ray Rigby: Pahorok (1977), Sigrid Undsetová: Ida Alžbeta (1978), Artur Lundkvist: Fantázia o Goyovi (1979), Hanns Cibulka: Kniha Rút (1980), John Cheever: Kronika rodu Wapshotovcov (1981), Peter Härtling: Oneskorená láska (1982), Robert Walser: Súrodenci Tannerovci (1983), Helmut Zenker: Slávnosť žiab (1984), Rolf Hochhuth: Láska v Německu (1984), Lars Gustafsson: Včelárova smrť (1987), Artur Lundkvist: Babylon, neviestka bohov (1988), Artur Lundkvist: Bojovníkova pieseň (1988), Dag Hammarskjöld: Smerovníky životom (1997), Jostein Gaarder: Vita brevis (1999), Per Wästberg: Brázda za loďou (2005), P. O. Enquist: Kniha o Blanche a Marii a jiné

### Knihy pro děti
Wolfgang Tilgner: Rytier, smrť a diabol (1983), Oscar Wilde: Šťastný princ (1988, 1998, 2016), Hans Christian Andersen: Rozprávky (1997), Jostein Gaarder: V zrkadle, v záhade (1998), Hans Christian Andersen: Divé labute (2002), Rozprávky Hansa Christiana Andersena (2005), Rozprávkarov bazár (se vstupními esejemi M. Richtera – 2005))

### Drama
Lope de Vega: Záhradníkov pes (TV 1981), Ferdinand Bruckner: Napoleon I. (1984), Rolf Hochhuth: Smrť lovca (TV 1986, SRo 1987), P. O. Enquist: Zo života dážďoviek (1988, TV 1989), Ödön von Horvath: Historky z Viedenského lesa (1991), Elias Canetti: Svadba (1993), J. W. Goethe: Faust a Margaréta (knižní vydání 2000, DJP Trnava 2005, Divadlo a.ha.: Prafaust 2005), Nikoline Werdelinová: Milovníci (2003), P. O. Enquist: Obrázkari (2005), P. O. Enquist: Noc tribádok (2008 – uvedena v Divadle a.ha jako Noc lesbičiek), J. W. Goethe: Faust I, II (neúplný překlad I. dílu a části II. dílu pro účely SND v Bratislavě; premiéra září 2010), P. O. Enquist: Hry (Noc tribádok, Pre Faidru, Zo života dážďoviek, Magický kruh, Sestry), Elfriede Jelinek: Rechnitz (Anjel hrôzy) in: Hry (Divadelný ústav, Bratislava 2014), J. W. Goethe: Malý Faust (knižní vydání Prafausta /Fausta a Margaréty/ a části Fausta I, 2015)
Překlad libreta opery Richarda Wagnera Lohengrin (2013)

## Ocenění
- Zlaté pero Milana Marečka – soutěž začínajících básníků (1970)
- Prémie nakladatelství Slovenský spisovatel za překlad básní Artura Lundkvista (1988)
- 2. cena Nezvalova Třebíč (1990) – soutěž o nejlepší až doposud nevydanou sbírku básní (Korene vo vzduchu)
- Prémie Švédského literárního fondu za překlady švédské literatury (1991)
- Čestný doktorát literatury (dr.h.c.) na Světovém kongresu básníků v Haifě, Izrael (1992)
- Čtenářská cena časopisu Prairie Schooner (USA) pro rok 1992 – poezie
- Prémie Literárního fondu za překlad:
  - E. Lindegren: Zimné obete (1992)
  - R. M. Rilke: Vysadený na vrchoch srdca (2000)
  - T. Tranströmer: Medzi allegrom a lamentom (2002)
  - R. M. Rilke: Elégie a rekviem (2004)
- Prémie ministra školství a umění Rakouska za překlady rakouské literatury (1993, 1996)
- Překladatelská cena Švédské akademie pro rok 1999 (Svenska Akademiens tolkningspris)
- Prémie v soutěži o Cenu Z. Jesenské:
  - antologie Hlasy a mlčania babieho leta (2000)
  - R. M. Rilke: Elégie a rekviem (2004)
- Cena Jána Hollého 2001 za umělecký překlad (J. W. Goethe: Faust a Margaréta /Prafaust/)
- Cena Zory Jesenské za překlad poezie 2002 (T. Tranströmer: Medzi allegrom a lamentom)
- Čestný řád za zásluhy o Republiku Rakousko (2002), udělován spolkovým prezidentem Rakouska
- Královský norský řád za zásluhy – rytíř 1. třídy (2008), udělován norským králem
- Cena Jána Hollého 2009 za umělecký překlad (Ch. Džibrán: Prorok a umenie pokoja)
- Björnsonova cena 2010 za básnické dílo (udělena Akademií B. Björnsona v Molde, Norsko)
- Prémie ministra kultury Rakouska za překlad díla R. M. Rilkeho Smrť milenky (2016)
- Kathak Literary Award (Bangladéš 2016) za celoživotní básnické dílo
- Cena AOSS (Asociace organizací spisovatelů Slovenska) 2017 za knihu Kafka a Kafka
- Prémie Slovenského centra PEN 2018 za knihu Krátky nešťastný život Marilyn Monroe
- Cena Slovenského centra PEN 2020 za knihu Storočie, kruté stoočie
- Zlaté pero nakladatelství Ikar 2019 (uděleno v r. 2021)
- Cena Blahoslava Hečka 2023 za celoživotní překladatelské dílo (udělena v březnu 2023)